# Iridoïde

Structure chimique de l'iridomyrmécine.

Les iridoïdes sont des métabolites secondaires présents chez de nombreux végétaux et certains animaux. Ce sont des monoterpènes servant souvent d'intermédiaires dans la biosynthèse d'alcaloïdes. Du point de vue chimique, ils sont constitués d'un cyclopentane fusionné à un cycle à 6 atomes dont un d'oxygène. L'ouverture du cyclopentane conduit à la famille des séco-iridoïdes, souvent liés à un résidu glucose.
Les iridoïdes sont présents dans nombre de plantes médicinales auxquelles ils confèrent leurs propriétés pharmaceutiques. Isolés et purifiés, les iridoïdes présentent une large éventail de propriétés : cardiovasculaire, antihépatotoxique, cholérétique, hypoglycémiant, analgésique, anti-inflammatoire, anti-mutagène, antispasmodique, antitumoral, antiviral, immunomodulateur et purgatif,.
Les iridoïdes sont produits par les plantes comme moyen de défense contre les phytophages et contre les infections microbiennes. Pour les mammifères, ils possèdent un goût amer qui en dissuade la consommation. L'aucubine est l'un des iridoïdes les plus fréquents chez les végétaux.
Les iridoïdes sont répandus chez les Asteridae, notamment chez les espèces des familles suivantes : Ericaceae, Gentianaceae, Lamiaceae, Loganiaceae, , Menyanthaceae, Oleaceae, Plantaginaceae, Rubiaceae, Scrophulariaceae, Valerianaceae et Verbenaceae.